# ジェラール・ペソン
ジェラール・ペソン（Gérard Pesson, 1958年1月17日 - ）は、フランスシェール県トルトゥロン生まれの現代音楽の作曲家。

## 略歴
ソルボンヌ大学にて文学と音楽学を専攻し、偶然性の音楽について論文を書いた。その後、パリ国立高等音楽院にてベッツィ・ジョラスに楽曲分析を、イヴォ・マレクに作曲を師事し、両学科を一等賞で卒業。1986年、音楽雑誌《アントルトン》を刊行し、同年よりラジオ・フランスのクラシック専門チャンネル、フランス・ミュジークのプロデューサーとして活動。また同年、《Les Chants Faëz》によりトゥールーズ・スタジアム賞一位を獲得。1989年のアヴィニョン演劇祭のために書かれたコンサート・ピース《Beau Soir》がオペラ・オートルモン・コンクールに入選し、フェスティバル・ムジカにてオペラ用に編曲、発表。1996年、モナコ公国賞。1990年から1992年まで、ローマ、メディチ荘に滞在。
ペソンは、1988年以降、ダニエル・ドベルスなどの振付家と共に、オペラ、劇伴音楽の作曲を中心に活動している。彼の作品はアンサンブル・ファ、2E2M、アンサンブル・アンテルコンタンポラン、アンサンブル・イティネレール、アンサンブル・モデルン、クラングフォルム・ウィーン、アンサンブル・ルシェルシュ、アンサンブル・イクトゥス、アルテル・エゴ、アクロッシュ・ノート、エアヴァルトゥング、リヨン国立管弦楽団、イル・ド・フランス国立管弦楽団などによって演奏されている。
テアトル・ミュジーク委嘱、マリー・ルドネ脚本のオペラ作品《フォーエヴァー・バレー》は2000年4月に完成し、ナンテール・アマンディエ劇場にて発表された。16世紀の作家オノレ・デュルフェの小説『ラストレ』に基づくオペラ《パストラール》が2006年シュトゥットガルトにて発表され、2009年にはパリ・シャトレ座にて再上演された。2006年よりパリ国立高等音楽院作曲科教授を務めている。

## 受賞歴
- ローマ、メディチ荘滞在 (1990-1992)
- モナコ公国賞 (1996)

### 無伴奏声楽曲
- 《Kein deutscher Himmel》 混声合唱のための (1996-1997), 10分
- 《Preuve par la neige》 合唱のための (2004), 9分

### 声楽および器楽曲
- 《Beau Soir》  12人の器楽奏者、4人の声楽、1人の俳優のためのオペラ (1988), 35分
- 《Butterfly le nom scène lyrique》 ソプラノ、男声合唱、室内オーケストラのための (1995), 37分
- 《Ciel d'orage opéra parlé》 3人の声楽、7人の器楽奏者、テープのための (1990), 32分
- 《Cinq chansons》 メッツォソプラノと5人の器楽奏者のための (1999), 9分
- 《Cinq poèmes de Sandro Penna》 バリトン、バスクラリネット、ホルン、ヴァイオリンとチェロのための (1991-1992), 7分
- 《Cinq poèmes de Sandro Penna》 バリトンとピアノのための (1991-1992), 7分
- 《Contra me (Miserere)》 器楽と声楽アンサンブルのための (2002), 10分
- 《Deux mélodies carthaginoises》 バリトンとピアノのための (1992), 2分
- 《Forever Valley》 7人の声楽、俳優、6人の器楽奏者のためのオペラ (1999-2000), 1時間11分
- 《Le Couchant interlude》 3人の声楽家と5人の器楽奏者のための (1990), 5分
- 《Panorama, particolari e licenza》 アルト、ヴィオラと器楽合奏のための (2006), 32分
- 《Pastorale 複数のソリスト、合唱とオーケストラのためのオペラ (2006), 1時間45分
- 《Purple programme》 ソプラノ、バスクラリネットと打楽器のための (1994), 10分
- 《Sur-le-champ》 4人の声楽家と8人の器楽奏者のための (1994), 12分
- 《Écrit à Qinzhou》 朗読とピアノのための (1994), 10分

### 協奏曲
- 《Branle du Poitou》 ピアノソロと8人の器楽奏者のための (1997), 7分
- 《Les Chants Faëz》 ピアノと11人の器楽奏者のための (1986), 11分
- 《Wunderblock (Nebenstück II)》 アコーディオンとオーケストラのための (2005), 21分

### 器楽合奏曲
- 《Aggravations et final》 オーケストラのための (2002), 14分
- 《Grand Quinconce》 大オーケストラのための (1987-1988), 20分
- 《In Nomine》 8人の器楽合奏のための (2001), 4分
- 《Instant tonne》 8人の器楽合奏のための (2006)
- 《Le Gel, par jeu》 6人の器楽合奏のための (1991), 9分
- 《Quatre berceuses à bas voltage》 大オーケストラのための (1998), 4分
- 《Rescousse》 器楽合奏のための (2004-2005), 14分
- 《Un peu de fièvre》 12人の器楽合奏のための (1995), 12分

### 室内楽曲
- 《Affuts》 4人の打楽器のための (2001), 9分
- 《Bruissant divisé》 ヴァイオリンとチェロのための (1998), 5分
- 《Cassation》 クラリネット、弦楽三重奏、ピアノのための (2003), 16分
- 《Dispositions furtives》 2台のアンプリファイド・ピアノのための (1988), 17分
- 《Fureur contre informe pour un tombeau d'Anatole》 弦楽三重奏のための (1998), 9分
- 《Gigue》 4人の打楽器のための (2001), 4分
- 《La vita è come l'albero di Natale》 ヴァイオリンとピアノのための (1992), 2分
- 《Mes Béatitudes》 弦楽とピアノの三重奏のための (1994-1995), 15分
- 《Nebenstück》 クラリネットと弦楽四重奏のための (1998), 9分
- 《Neige bagatelle》 ギター、チェロとピアノのための (2002), 3分
- 《Nocturnes en quatuor》 クラリネット、ヴァイオリン、チェロとピアノのための (1987), 11分
- 《Non sapremo mai di questo mi》 フルート、ヴァイオリンとピアノのための (1991), 2分
- 《Peigner le vif》 ヴィオラとアコーディオンのための (2007)
- 《Respirez ne respirez plus》 弦楽四重奏第1番 (1993), 10分
- 《Rebus (Pro rebus Harry Vogti)》 フルート、クラリネット、ヴァイオリン、ヴィオラ、チェロのための (1999), 2分
- 《Récréations françaises neuf bagatelles》 フルート、オーボエ、クラリネット、弦楽三重奏のための (1993-1995), 15分
- 《Sonate a quatre》 2台のリコーダー、ヴァイオリンとチェロのための (1996), 6分
- 《Tout doit disparaître》 4本のオーボエ、ホルン、ヴィブラフォンのための (1985), 13分

### 独奏曲
- 《Butterfly's note book》 ピアノのための (1995-1998), 6分
- 《Dispositions furtives》 ピアノのための (1983), 5分
- 《Folies d'espagne》 ピアノのための (1997)
- 《La lumière n'a pas de bras pour nous porter》 アンプリファイド・ピアノのための (1994-1995)
- 《Trois petites études mélancoliques》 ピアノのための (1991), 4分
- 《Trois études》 バロック・オルガンのための (1998), 10分
- 《Vexierbilder》 II ピアノのための (2003), 12分
- 《Vexierbilder, Rom trois pièces ピアノのための (1991-1995), 8分